# 鵜島村
鵜島村（うしまむら）は石川県珠洲郡にあった村。現在の珠洲市宝立町南黒丸・宝立町鵜島・宝立町宗玄にあたる。

## 地理
- 海洋 ： 飯田湾
- 河川 ： 鵜島川

## 歴史
- 1889年（明治22年）4月1日 - 町村制の施行により、珠洲郡南黒丸村、鵜島村及び宗玄村を廃し、その区域をもって珠洲郡鵜島村を設置する。
- 1908年（明治41年）8月15日 - 珠洲郡鵜島村、黒峰村及び見付村を廃し、その区域をもって珠洲郡宝立村を設置する。
- 1954年（昭和29年）7月15日 - 珠洲郡宝立町、飯田町、正院町、上戸村、若山村、直村、正院町、蛸島村及び三崎村を廃し、その区域をもって珠洲市を設置する。
  - 旧宝立町字南黒丸の区域を宝立町南黒丸に設定する[1]。
  - 旧宝立町字鵜島の区域を宝立町鵜島に設定する[1]。
  - 旧宝立町字宗玄の区域を宝立町宗玄に設定する[1]。

## 地域
下記3地名は、検地が行われていた時代、それぞれの地域を所有していた地主（当地では「オヤッサマ」と呼ばれる）の姓を由来としている。
- 宗玄
- 鵜島
- 南黒丸

これとは別に、以下の区分が存在する。
- 宗玄
- 中鵜島
- 上稲荷
- 下稲荷
- 白山
- 上八幡
- 下八幡

上記7町と、前述の地主別による3地名とは必ずしも一致しない（例えば、同じ上稲荷であっても住所が宗玄の世帯と、南黒丸の世帯とが混在している）。地主別による3地名に飛地が多いのはこうした経緯による。

## 交通

### 鉄道路線
後に旧村域に日本国有鉄道能登線の鵜島駅・南黒丸駅が所在したが、当時は未開業。